# مرسام الطيف

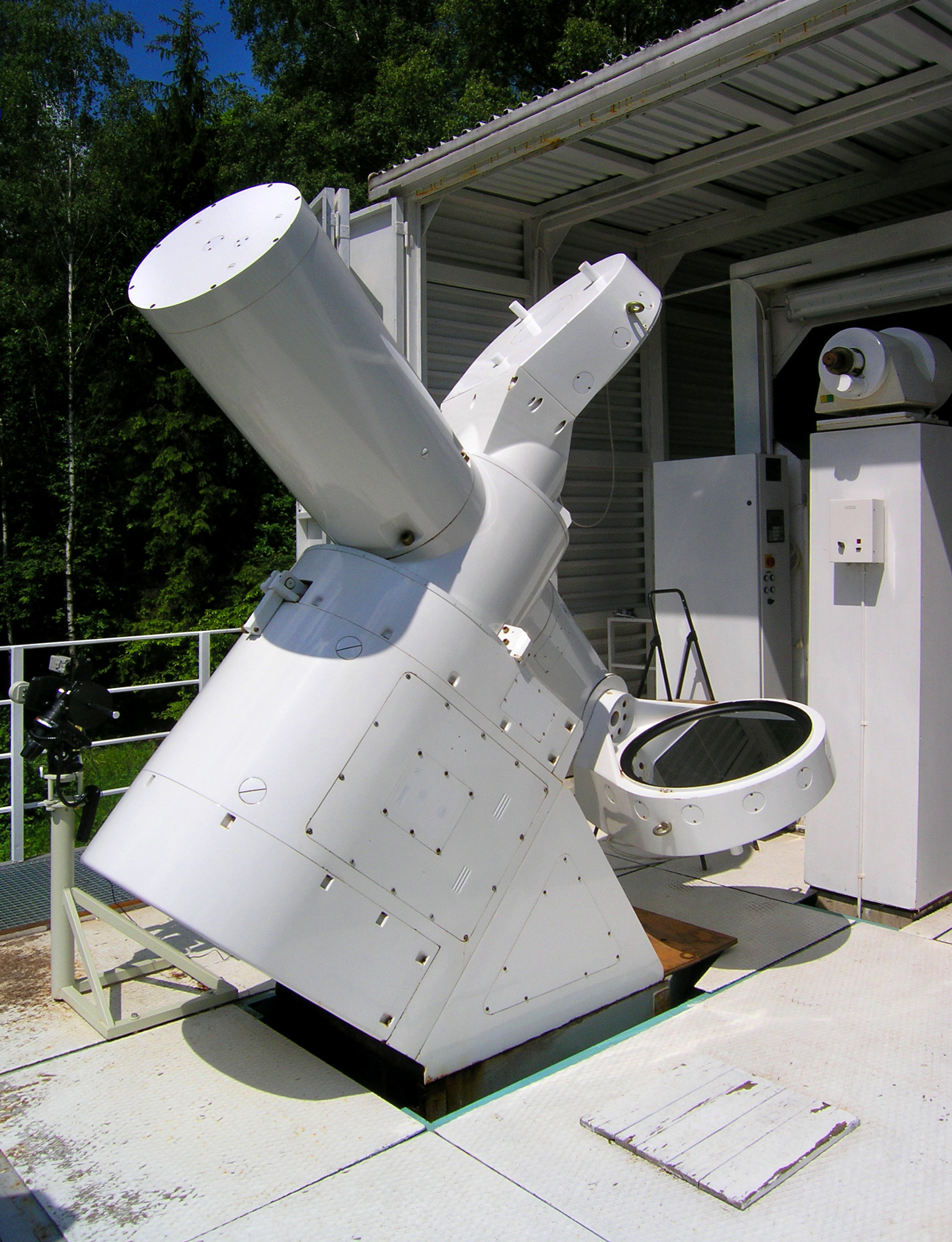
مرسام طيف شمسي أفقي في معهد الأبحاث الفلكية بالقرب من قرية Ondřejov في جمهورية التشيك.

مرسام الطيف أو مرسمة الطيف (أو الاسبكتروغراف) هو جهاز تحليل للطيف يقوم بتحليل الضوء إلى الأطوال الموجية والتواترات الموافقة، ويسجل الإشارات بواسطة كاميرا؛ ويستعمل لتعليل ظاهرة الشفق القطبي ودراسة المتفجرات الشمسية وبقعها.
اخترع هذا الجهاز هنري درابر سنة 1876، واستعمله لدراسة أطياف النجوم، رغم أن النسخ الأولى من الجهاز كانت معقدة بعض الشيء.

## اقرأ أيضاً
- مرسام فلكي
- صورة طيفية
- استبانة طيفية